# Noel Törnqvist
Noel Max Joachim Törnqvist (1º febbraio 2002) è un calciatore svedese, portiere del Mjällby.

## Carriera

### Club
La sua carriera giovanile è iniziata nella città di Halmstad. La sua prima squadra è stata lo Snöstorp Nyhem FF, un piccolo club che presto ha lasciato per approdare nella principale squadra cittadina, l'Halmstads BK.
In vista della stagione 2018, sedicenne, Törnqvist si è trasferito all'IS Halmia, altro club con sede a Halmstad, con l'intento di ritagliarsi uno spazio in prima squadra che all'epoca militava nella quarta serie nazionale. Il suo debutto è avvenuto però l'anno seguente, quando ha preso il posto di Malte Påhlsson, passato a sua volta dall'Halmia all'Halmstads BK. Nella sua prima stagione senior, Törnqvist ha collezionato 22 presenze sulle 26 previste dal calendario del torneo di Division 2 2019.
Dopo questa stagione, Törnqvist è stato acquistato dal Mjällby con un iniziale contratto quadriennale. Questo trasferimento è stato definito dalla dirigenza dell'Halmia come la loro cessione più remunerativa degli ultimi vent'anni. Nella stagione 2020, al Mjällby, si è diviso tra le giovanili e il ruolo di riserva della prima squadra (terzo portiere dietro a Carljohan Eriksson e a Marko Johansson nella prima parte del campionato, secondo portiere dopo la partenza di quest'ultimo avvenuta in estate).
La stagione 2021 l'ha trascorsa in prestito annuale all'AFC Eskilstuna, squadra militante nel campionato di Superettan. Nel corso di quest'annata ha collezionato dieci presenze, alternandosi con gli altri due portieri in rosa, lo statunitense Josh Wicks e l'olandese Nick Wolters.
Rientrato al Mjällby, Törnqvist è stato riserva di Samuel Brolin praticamente per tutta l'Allsvenskan 2022, eccezion fatta per l'ultima giornata in cui ha debuttato nella massima serie svedese in occasione della partita vinta 1-0 in trasferta il 6 novembre sul campo del Djurgården, a salvezza già ampiamente conquistata.
L'anno seguente la società giallonera ha deciso di puntare di lui, promuovendolo a nuovo portiere titolare sin dalle prime giornate dell'Allsvenskan 2023.

### Nazionale
Ha giocato nelle nazionali giovanili svedesi Under-19 ed Under-21.